# Ivan Hlevnjak
Ivan Hlevjnak, né le 28 avril 1944 à El Shatt et mort à Split le 28 novembre 2015 , est un footballeur international yougoslave et croate. Il a évolué au poste de milieu de terrain durant les années 1960 et 1970.

## Biographie
Né dans un camp de réfugiés en Égypte pendant la Seconde Guerre mondiale, Ivan Hlevnjak retourne en Yougoslavie après le conflit. Il s'installe dans la ville de Split et intègre l'équipe A du club en 1962. Il remporte à trois reprises la Coupe de Yougoslavie et remporte le championnat national lors de la saison 1970-1971.
En 1973, il part en France, rejoindre le Racing Club de Strasbourg, évoluant en première division. Il y joue 52 matchs et marque neuf buts. En 1975, il signe au Stade athlétique spinalien. Il joue pendant quatre saisons avec le club vosgien, pour un total de 115 matchs pour 26 buts inscrits, avant de mettre un terme définitif à sa carrière professionnelle.
Il a également joué pour la sélection yougoslave de 1969 à 1970. Il a participé à trois matchs, mais n'a marqué aucun but. Toutefois, ces trois matchs se sont soldés par des victoires yougoslaves, contre les sélections suédoise (2-1), finlandaise (1-5) puis allemande (2-0).

## Palmarès
- Coupe de Yougoslavie : Vainqueur en 1967, 1972 et 1973 avec le HNK Hajduk Split.
- Championnat de Yougoslavie : Champion en 1971 avec le HNK Hajduk Split.